# اچ‌ام‌اس کانفلیکت (۱۸۷۳)
اچ‌ام‌اس کانفلیکت (۱۸۷۳) (به انگلیسی: HMS Conflict (1873)) یک کشتی بود که طول آن ۷۷ فوت ۰ اینچ (۲۳٫۵ متر) بود. این کشتی در سال ۱۸۷۳ ساخته شد.